# بنزو(e)بيرين
بنزو[e]بيرين هو هيدروكربون عطري متعدد الحلقات له الصيغة الكيميائية C20H12، ويكون على شكل بلورات بيضاء إلى صفراء اللون.
يتألف المركب بنيوياً من خمس حلقات بنزين مندمجة، وهو أحد مركبين متصاوغين والشكل الأقل شهرة من مركبات بنزوبيرين، والمتشكلة من دمج حلقة بنزين إضافية إلى بنية البيرين، وذلك بالمقارنة مع بنزو(a)بيرين. 

## الوفرة الطبيعية
يوجد المركب في قطران الفحم وفي الوقود الأحفوري؛ وهو يتشكل من عملية الاحتراق غير الكامل للمواد العضوية.
هناك ارتباط بين نسبة الكربون في الكون وبين الهيدروكربونات العطرية متعددة الحلقات، حيث أن أكثر من 20% من الكربون في الكون مترافق ومرتبط في مركبات PAHs، ومنها بنزو[e]بيرين.

## الخواص
يوجد المركب في الشروط العادية من الضغط ودرجة الحرارة على شكل بلورات بيضاء إلى صفراء اللون، وهي ذات انحلالية ضعيفة جداً في الماء، لكنها تنحل في المذيبات العضوية مثل الأسيتون. 

## السلامة
يصنف المركب حسب الوكالة الدولية لأبحاث السرطان ضمن المجموعة الثالثة، والتي تصنف المركب على أنه غير مسرطن للبشر، إلا أن الأبحاث لا تزال جارية حول هذا الشأن من أجل توفير الأدلة الكافية، خاصة أن مصاوغه بنزو(a)بيرين من المسرطنات.